# ムアンサムットプラーカーン郡
座標: 北緯13度36分2秒 東経100度35分48秒 / 北緯13.60056度 東経100.59667度
ムアンサムットプラーカーン郡（ムアンサムットプラーカーンぐん）はタイ中部・サムットプラーカーン県にある郡（アンプー）の一つ。同県の県庁所在地（ムアン）でもある。サムットプラカン、サムットプラカーンなど日本語における表記法は一定しない。

## 名称
ラーマ2世がタークシン王が途中放棄していた港の建設を1819年に開始し、最終的には6つの港が建設された。これは、あたかも海に城壁が出来たように見えたことから、サムットプラーカーン（海の城壁）と名付けられた。旧来、サムットプラーカーンの地域は、チャオプラヤー川の河口にあることからパークナーム（河口）と呼ばれており、現在でもその呼び方をすることもある。

## 歴史
ラーマ2世によって1819年建設された。それ以前、1660年代の記録によれば、このパークナームと呼ばれていた地域は寒村であったが、チャオプラヤー河口の軍事的要所として、発展を遂げた。アユタヤ王朝末期の1767年にはワット・クラーンが建立されており、ある程度の発展があったことが認められる。
もともと、サムットプラーカーンは、1983年からムアンサムットプラーカーン郡と呼ばれていたが、1943年、ムアンがとれてサムットプラーカーン郡と改称された。しかし、3年後には再びムアンサムットプラーカーンに改称した。
第二次世界大戦時には真珠湾攻撃とおなじ1941年12月8日に日本軍がここからタイに上陸している。
20世紀には工業地帯として発展しバーンプー工業団地が設置された。また、観光地でもあり有名なところで、ムアン・ボーラーン（タンボン・バーンプーマイ）やクロコダイル・ファーム（タンボン・ターイバーン）などの観光施設がある。

## 地理
チャオプラヤー川の河口に位置し、郡内のほとんどは海抜0メートルの湿地帯である。海に面している部分はほとんどが泥沼の干潟である。この泥の湿地帯を利用したバーンプー・シーサイド・リゾートと呼ばれる公園がある。
郡内には国道3号線（スクムウィット通り）が北から南東に走っておりこれがチョンブリー方面とバンコクに走っている。

## 経済
輸出加工区に指定されており、郡は工業都市としての性格を持っている。バーンプー工業団地がその代表である。
スワンナプーム空港は4000ｍ滑走路と3700ｍ滑走路を持ち、就航航空会社は86社で67か国211都市に就航している。また国際旅客数は3330万人、国際貨物数は123万トンで成田空港と同じハブ空港としての機能を持つ。
チャオプラヤ川を挟んでバンコクに対峙するプラプラディエンには石油備蓄地を備える。
またチャオプラヤ川の河口ではエビの養殖が行われており、漁業も盛んである。

## 行政区分
ムアンサムットプラーカーン郡内には6つのテーサバーン（自治体）が設置されており以下のようになっている。
- テーサバーンナコーン・サムットプラーカーン・・・パークナーム全体
- テーサバーンタムボン・ダーンサムローン・・・タムボン・サムローンヌアの一部
- テーサバーンタムボン・サムローンヌア・・・タムボンサムローンヌア、タムボン・バーンムアンマイ、タムボン・テーパーラックの一部。
- テーサバーンタムボン・バーンムアン・・・タムボン・バーンムアン、タムボン・バーンムアンマイ、タムボン・テーパーラックの一部
- テーサバーンタムボン・バーンプー・・・タムボン・バーンプー全体と、タムボン・バーンプーマイ、タムボン・ターイバーンマイの一部。
- テーサバーンタムボン・プレークサー・・・タムボン・プレークサーとタムボン・プレークサーマイの一部。

また、郡は以下の13のタムボンに分かれる。なお、以下のリストで欠番のタムボンは、分離し、プラサムットチェーディー郡になったタムボンである。
1. タムボン・パークナーム・・・ตำบลปากน้ำ
2. タムボン・サムローンヌア・・・ตำบลสำโรงเหนือ
3. タムボン・バーンムアン・・・ตำบลบางเมือง
4. タムボン・ターイバーン・・・ตำบลท้ายบ้าน

1. タムボン・バーンプーマイ・・・ตำบลบางปูใหม

1. タムボン・プレークサー・・・ตำบลแพรกษา
2. タムボン・バーンプローン・・・ตำบลบางโปรง
3. タムボン・バーンプー・・・ตำบลบางปู
4. タムボン・バーンドゥワン・・・ตำบลบางด้วน
5. タムボン・バーンムアンマイ・・・ตำบลบางเมืองใหม่
6. タムボン・テーパーラック・・・ตำบลเทพารักษ์
7. タムボン・ターイバーンマイ・・・ตำบลท้ายบ้านใหม่
8. タムボン・プレークサーマイ・・・ตำบลแพรกษาใหม่

## 注脚
1. ↑  “History of Samut Prakan” (英語).  http://www.paknam.com/. 2008年2月18日閲覧。
2. ↑  “พระราชกฤษฎีกาเปลี่ยนนามจังหวัด และอำเภอบางแห่ง พุทธศักราช ๒๔๘๑” (Thai). ราชกิจจานุเบกษา เล่ม ๕๕ (ตอน ๐ ก):  หน้า ๖๕๘-๖๖๖. (๑๔ พฤศจกายน ๒๔๘๑).
3. ↑  “พระราชกฤษฎีกาเปลี่ยนชื่ออำเภอบางแห่ง พุทธศักราช ๒๔๘๖” (Thai). ราชกิจจานุเบกษา เล่ม ๖๐ (ตอน ๓ ก):  หน้า ๑๐๓-๑๐๕. (๑๒ มกราคม ๒๕๘๖).
4. ↑  “พระราชกฤษฎีกาเปลี่ยนชื่ออำเภอบางแห่ง พ.ศ. ๒๔๘๙” (Thai). ราชกิจจานุเบกษา เล่ม ๖๓ (ตอน ๖๓ ก):  หน้า ๔๘๖-๔๘๘. (๒๘ กันยายน ๒๔๘๙).
5. ↑  “Bang Pu Seaside Resort, Tambon Bang Pu Mai, Amphoe Muang” (英語).  http://www.paknam.com/. 2008年2月18日閲覧。